# Obi
Pour les articles homonymes, voir Obi (homonymie).
 (octobre 2023).
Si vous disposez d'ouvrages ou d'articles de référence ou si vous connaissez des sites web de qualité traitant du thème abordé ici, merci de compléter l'article en donnant les références utiles à sa vérifiabilité et en les liant à la section « Notes et références ».

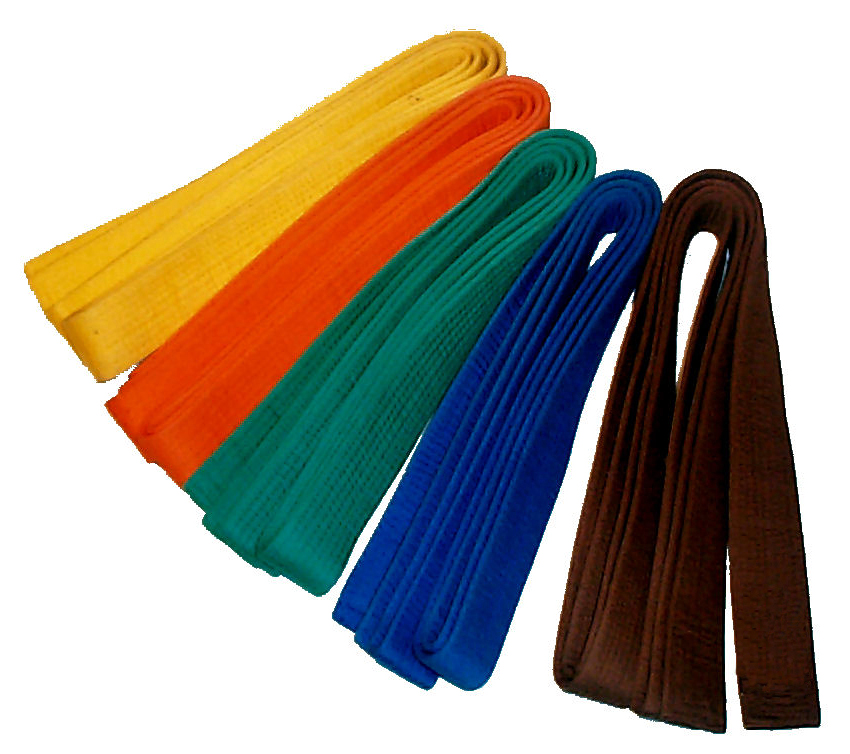
Obi dans les 5 couleurs du niveau kyu.

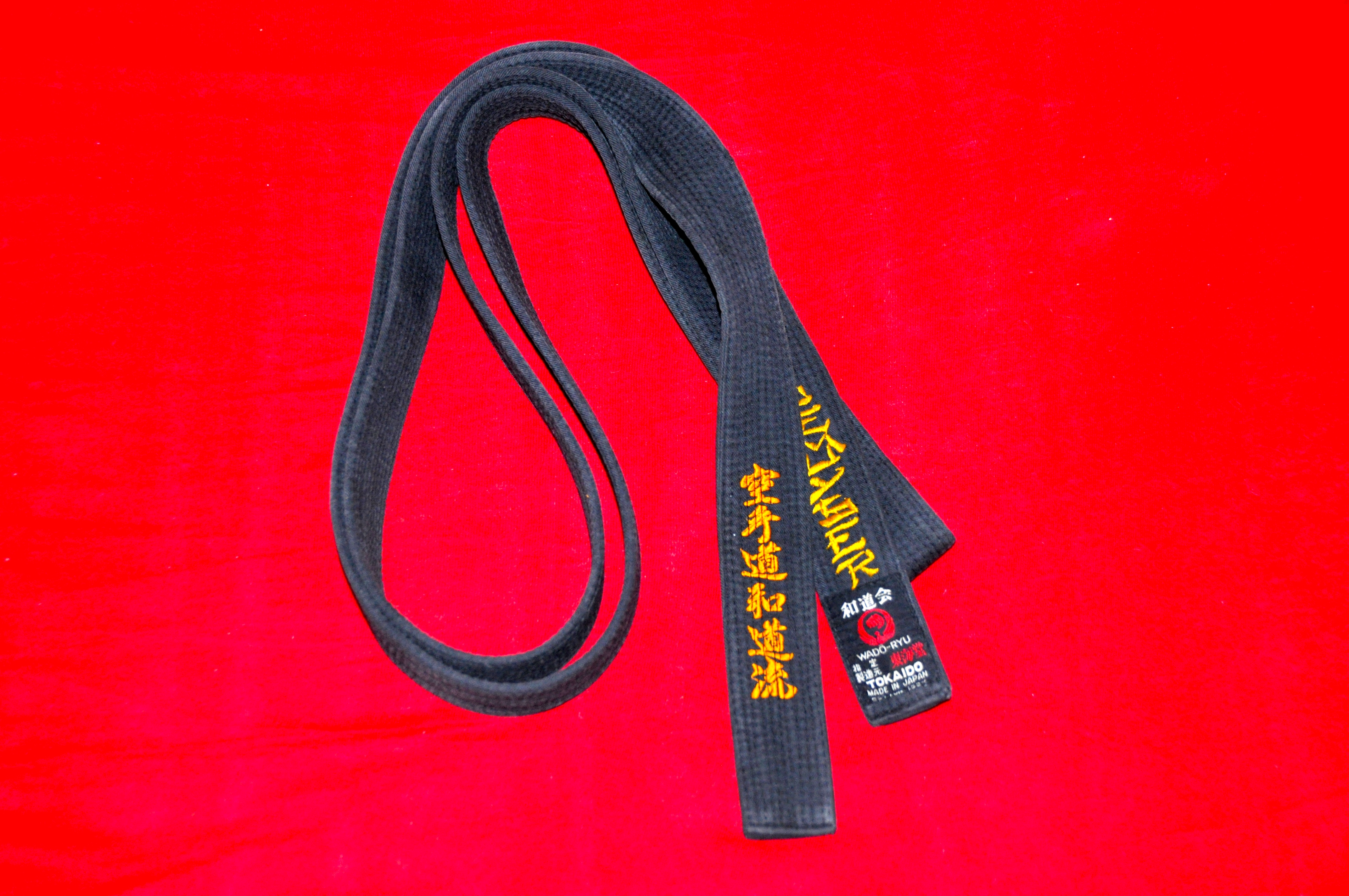
Obi noir, karaté wadō-ryū, du niveau dan.

Un obi (帯) est une ceinture servant à fermer les vêtements traditionnels japonais, tels que les kimonos ou les vêtements d'entraînement pour les arts martiaux (keikogi ou dōgi).
Il se présente sous la forme d'un ruban de tissu sans boucle ni fermoir. La manière de nouer l'obi est tout un art.
Par tradition, on ne porte aucun bijou avec un kimono. Cela explique pourquoi les obis sont si richement décorés et colorés : ils doivent trancher avec le kimono, tout en étant en harmonie avec lui.
En français, le genre du substantif « obi » est fluctuant, comme le précise le CNRTL. Le Trésor de la langue française informatisé note un usage au masculin chez Goncourt et Loti, mais relève les deux genres dans les journaux, tandis que le dictionnaire de l'Académie française le donne pour féminin, de même que le Larousse et le Robert. Toutefois, l'usage masculin est le plus répandu à l'époque moderne, même chez le pratiquant de kitsuke (l'art du port du kimono). De plus, dans le monde des arts martiaux japonais, le terme est utilisé au masculin et sans élision de l'article (« le obi »).

## Histoire du obi
S'agissant alors d'une simple corde de chanvre, la ceinture traditionnelle japonaise fait son apparition dès le Ve siècle sur les statuettes haniwa. Puis elle se transforme en un ruban d'environ 3 cm de large et ne prend sa forme ample (15 cm) qu'à la fin du XVIe siècle, ce qui lui permet de jouer un rôle plus décoratif. À cette époque, le obi pouvait se porter aussi bien dans le dos que sur le côté.
Le XVIIIe siècle marque une grande période de progrès dans la fabrication de l'obi, notamment dans le domaine du tissage et de la teinture, permettant la création de motifs particulièrement extravagants.
Puis la période Meiji confirme la forme finale du obi et rend son port dans le dos systématique.

## Nœud de obi

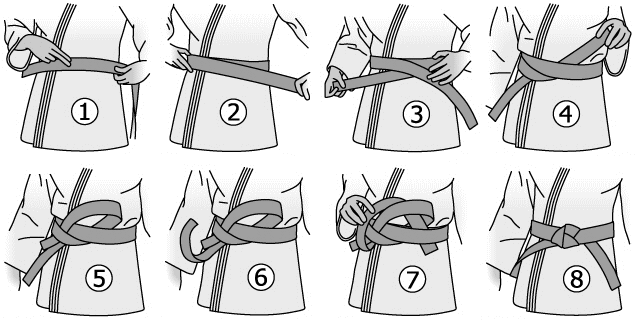
Nœud d'obi usuel en judo et aikido

Il y a traditionnellement six nœuds de obi :
- nœud plat
- otaiko
- chidori
- bunko
- kai no kuchi
- tateya

## Type de obi ornementaux
Il existe de nombreux types d'obi :

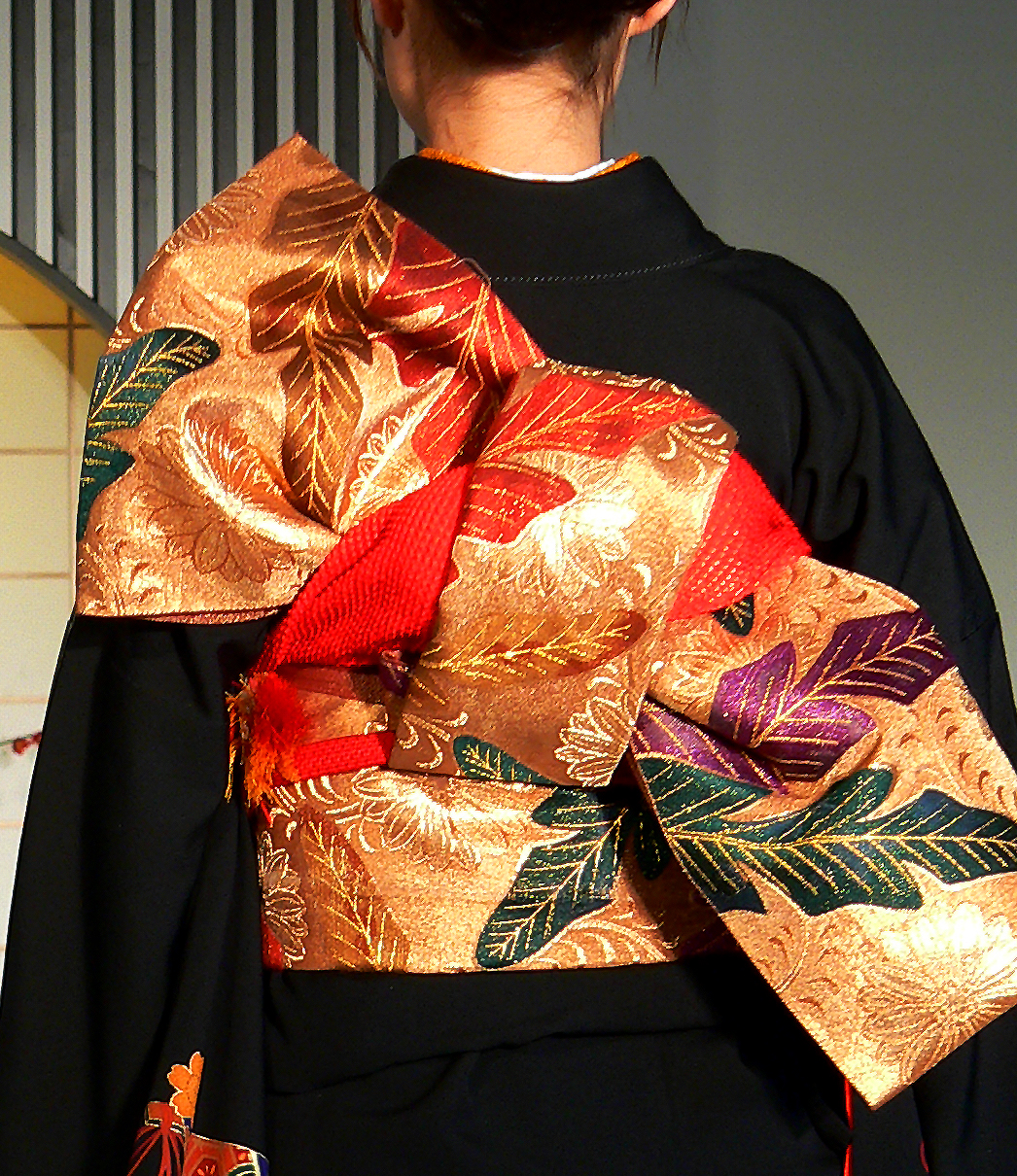
Le nœud d'obi tateya musubi

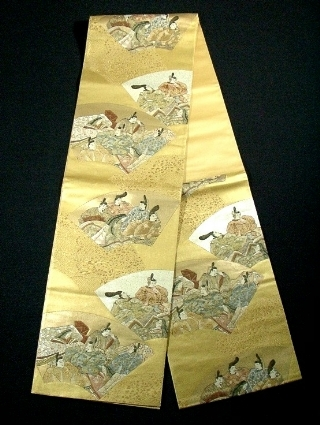
Un exemple de fukuro obi.

- Maru obi (丸帯?), ceinture caractérisée par des motifs courant sur l'intégralité des deux faces, il est généralement réalisé en brocard de soie. D'une largeur moyenne de 33 cm pour une longueur comprise entre 360 et 450 cm, il s'agit du plus formel des obis.

- Fukuro obi (袋帯?), ceinture caractérisée par des motifs courant seulement sur les extrémités visibles du obi lorsque ce dernier est noué. D’une largeur moyenne de 33 cm pour une longueur comprise entre 360 et 450 cm, il s’agit d'un obi formel généralement porté avec les kimono de type furisode.

- Nagoya obi (名古屋帯?), créée sous l'ère Taisho, cette ceinture est caractérisée par une forme en « L » permettant de réaliser  plus facilement les nœuds de style otaiko.

- Hanhaba obi (半幅帯/半巾帯?), ceinture  de demi-largeur, environ 15 cm, elle est réservée aux utilisations informelles et peut être portée avec les kimono de type komon et les yukata.

- Odori obi (盆踊帯?), semblable au hanhaba obi, cette ceinture de demi-largeur est ornée de motifs associés à la fête et la danse au Japon, comme les damiers ou les éventails.

- Tenga obi (典雅帯?), semblable au hanhaba obi, cette ceinture de demi-largeur est ornée de motifs associés aux célébrations au Japon, comme  les motifs auspicieux et les couleurs métalliques.

- Heko obi (兵児帯?), ceinture faite de mousseline ou autre étoffe légère, elle est réservée aux utilisations très informelles ou pour habiller les petites filles.

- Tsuke obi (付け帯?), ce terme regroupe les obis pré-noués ou au nœud partiellement construit ; il en existe de très nombreuses variétés.

- Kaku obi (角帯?), fine ceinture généralement réservée aux kimonos d'hommes et aux arts martiaux.

- Sakiori obi, ceinture réalisée à partir du tissage d’étoffes recyclées de kimono, à la manière des lirettes.

- Chuya obi (典雅?) ou hara awase obi, le plus souvent confectionné à partir de deux étoffes différentes cousues entre elles, ce obi possède deux faces distinctes.

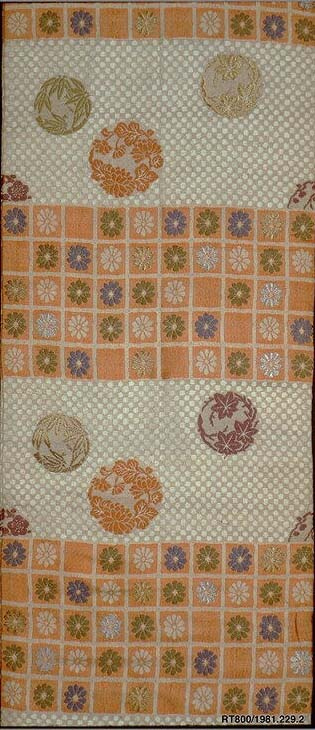
Darari obi (だらり帯?), c’est la ceinture des maiko, semblable au maru obi, mais d’une longueur supérieure pouvant atteindre six mètres ; elle porte à l'une de ses extrémités le kamon de l'okiya de sa propriétaire.  - Obi du XIXe siècle à motifs géométriques (Met).
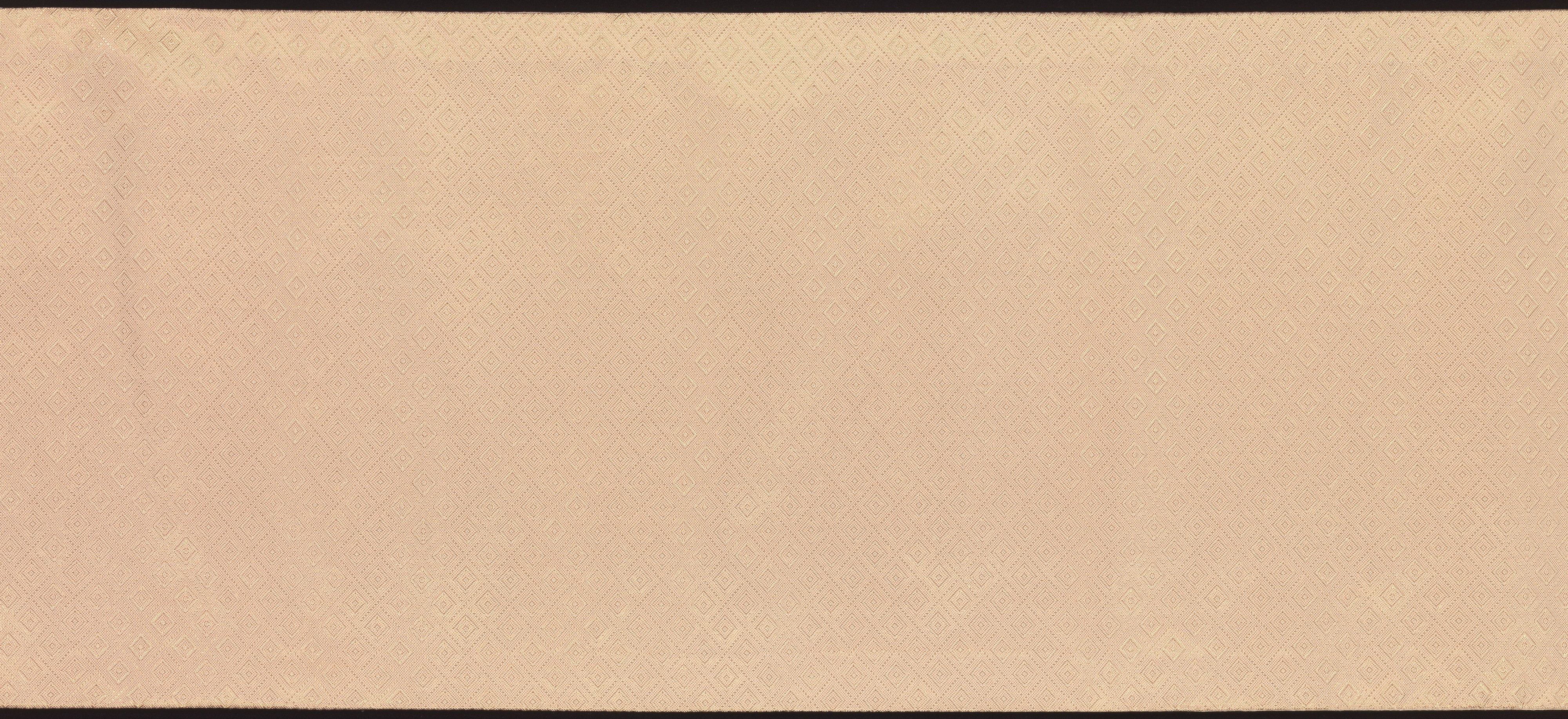
Obi uni en brocard de soie, 1988.
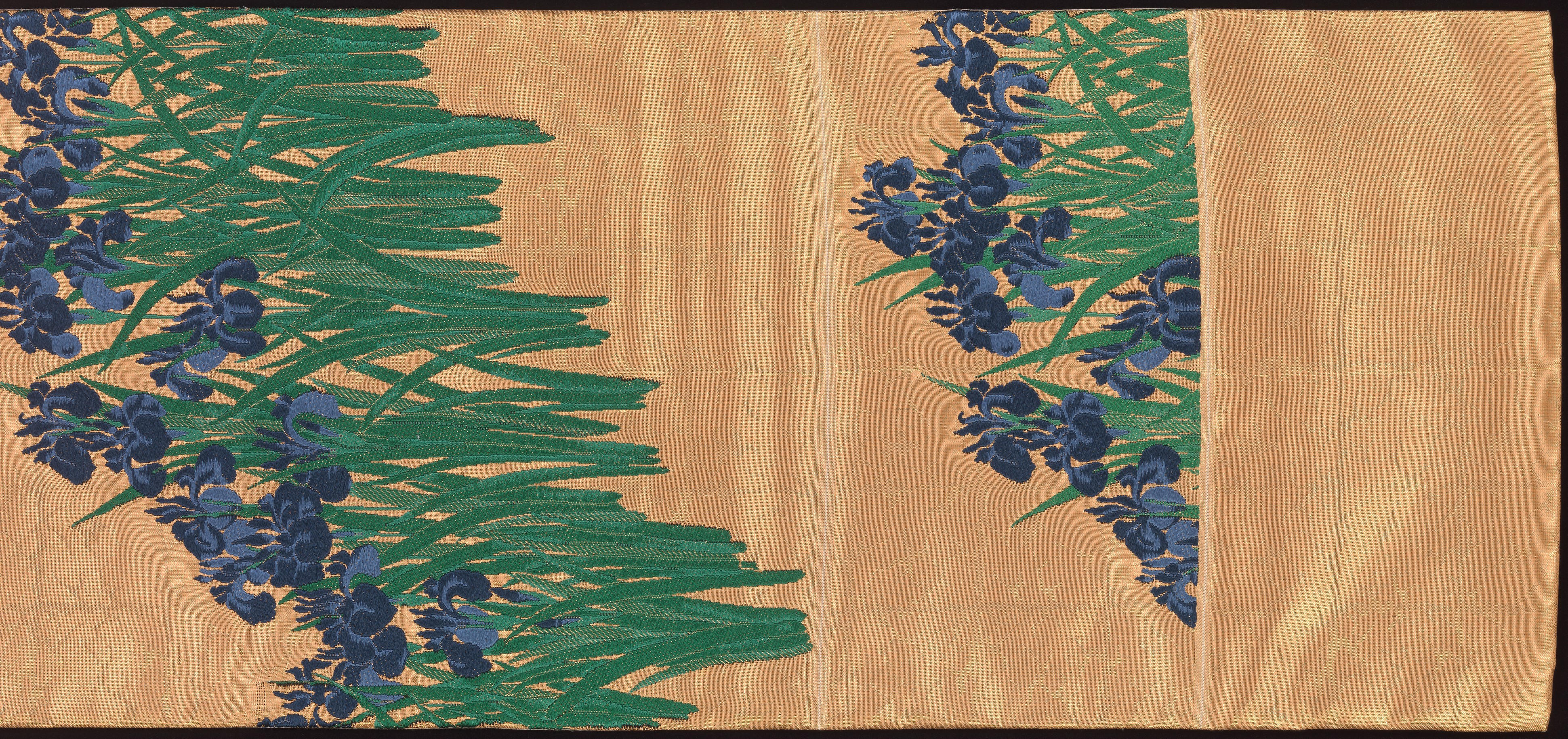
Obi de soie à motifs floraux, 1988.
  - Obi uni en brocard de soie, 1988.
  - Obi de soie à motifs floraux, 1988.

## Obi dans les arts martiaux
On utilise couramment deux types d'obis :
- des obis étroits : judo, karaté, aïkido, généralement apparents et de couleur.
- des obis larges : iaidō, aïkido, kyūdō, généralement dissimulés et sans couleur significative.

### Obi étroit
Il peut faire de un tour et demi à deux tours de taille, et se noue sur l'avant. Pour un bon maintien et permettre la respiration, la ceinture doit passer au maximum sur la partie osseuse des hanches, au niveau des crêtes iliaques, et se nouer devant, sous les abdominaux.
Pour le nœud, le brin gauche passe sous le brin droit et le tour éventuel pour faire un nœud simple (les deux brins doivent alors sortir naturellement à la verticale). Le brin inférieur vient ensuite faire le tour du brin supérieur en passant par le haut. Si le nœud est bien fait, les deux brins sortent alors naturellement à l'horizontale.
On vend en général deux types d'obi : les obis « sangle » et les obis en tissu plié et surpiqué. Ces derniers sont plus solides, et conseillés pour ceux que l'on garde longtemps (ceinture noire, mais aussi ceinture blanche dans le cas de l'aïkido).

### Obi large
Le obi large est généralement porté avec le hakama. Il se noue à partir de l'avant, en gardant un brin d'une trentaine de centimètres d'un côté. La ceinture fait alors plusieurs tours jusqu'à revenir une dernière fois sur l'avant. On enroule enfin le brin laissé libre autour du brin enserrant les hanches.
L'avantage de ce type de ceinture est double. D'une part, il ne fait pas d'épaisseur supplémentaire au niveau des reins, ce qui est appréciable pour les chutes. D'autre part, cela permet de positionner la ceinture au milieu des crêtes iliaques et d'éviter qu'elle remonte vers la taille. Enfin, elle permet une meilleure tenue des lanières du hakama.